# Bromoli

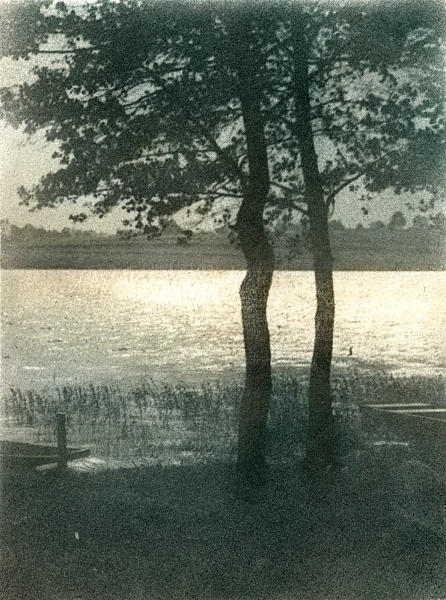
Bromoli d'un llac, datat del 1920.

El bromoli és un antic procediment alternatiu d'impressió fotogràfica, que els fotògrafs pictorialistes sovint han denominat impressió noble. Va ser molt utilitzat durant la primera meitat del segle xx. Consisteix a blanquejar una còpia fotogràfica de bromur de plata amb aigua, per després impregnar-la de pigments a l'oli, capa per capa. El seu nom prové d'aquests materials implicats.

## Història
El bromoli prové de les impressions a l'oli emprades la primera meitat del segle xix. Aquest procés primitiu tenia l'inconvenient que la impressió només podia donar-se en negatius amb les mateixes dimensions que la còpia fotogràfica final, degut a que la impregnació de l'oli era massa lenta per utilitzar una ampliadora. El 1904, el fotògraf anglès G. H. Rawlins va publicar un article amb les bases tècniques sobre les impressions fotogràfiques a l'oli, el qual va permetre que el fotògraf E. J. Wall teoritzés i publiqués les bases teòriques per obtenir còpies en bromur de plata a partir d'un negatiu més petit, que mitjançant un procés de blanquejat i un posterior tintat amb oli es podien convertir en bromolis. El procés va néixer poc després, quan Charles Welborne Piper el va portar a la pràctica.
Va ser una tècnica molt utilitzada per produir impressions en color durant la dècada del 1930, abans que es desenvolupés la pel·lícula de color.
La suavitat del resultat i les qualitats pictòriques que s'aconsegueixen mitjançant aquest procés ha provocat que molts fotògrafs se'n segueixin servint.

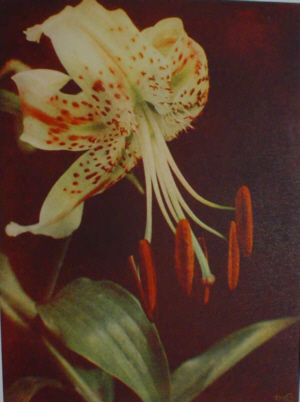

## Procés
Obtenció de gravats de bromoli
Els gravats es fan sobre un paper fotogràfic recobert amb una prima capa de gelatina sensibilitzada amb sals de dicromat. L'exposició a la llum per contacte amb un negatiu produeix un enduriment de la gelatina dicromàtica proporcional a la quantitat de llum rebuda. Després de l'exposició, el gravat se submergeix en aigua. Les parts que no s'han endurit absorbeixen més quantitat d'aigua que les endurides, per tant, després d'assecar el paper amb una esponja per tal que quedi humit, s'hi pot aplicar una tinta litogràfica amb una base d'oli, normalment aplicant-la amb un pinzell. La base d'oli, insoluble en aigua, té com a resultat la coloració només de les parts exposades, i com a resultat provoca una imatge positiva.
Obtenció de fotografies de bromoli
En el cas de les fotos es realitza un procés similar. Es comença amb una exposició i revelat normal en un paper de bromur de plata, que després es blanqueja químicament produint un enduriment de la gelatina en els tons més foscos. En passar amb un pinzell els pigments a l'oli aquests seran repel·lits en les zones que han absorbit aigua - les zones fosques -, i impregnaran en major mesura les zones més seques - més exposades -.
El que caracteritza el bromoli és que el resultat final és una barreja del procés fotogràfic i el pictòric: dependrà del tipus de pinzell, la tinta i la tècnica fotogràfica. Cap bromoli té rèplica.
Impressions en color
Aquesta tècnica va ser utilitzada per a produir impressions en color en la dècada de 1930 abans que es desenvolupés la pel·lícula de color. Un mètode habitual era fer tres preses idèntiques en blanc i negre en alguna mena de pel·lícula pancromàtica amb filtres de color (blau, verd, vermell), els negatius obtinguts es revelaven i s'obtenien còpies en paper fotogràfic de bromur de plata, es blanquejaven i endurien segons s'ha indicat. No obstant això, la tinta que s'aplicava era groc sobre el negatiu obtingut amb filtre blau, vermell sobre el verd i blau sobre el vermell. Aquests tres se superposaven i es passava un darrere l'altre a través d'una premsa de gravat. D'aquesta manera s'obtenia una imatge en color sobre paper i fins i tot tela. El resultat és una imatge que recorda a l'espectador a les pintures al pastís, però que, no obstant això, disposa del detall i la nitidesa d'una fotografia.